# Antoine-Léonard de Chézy

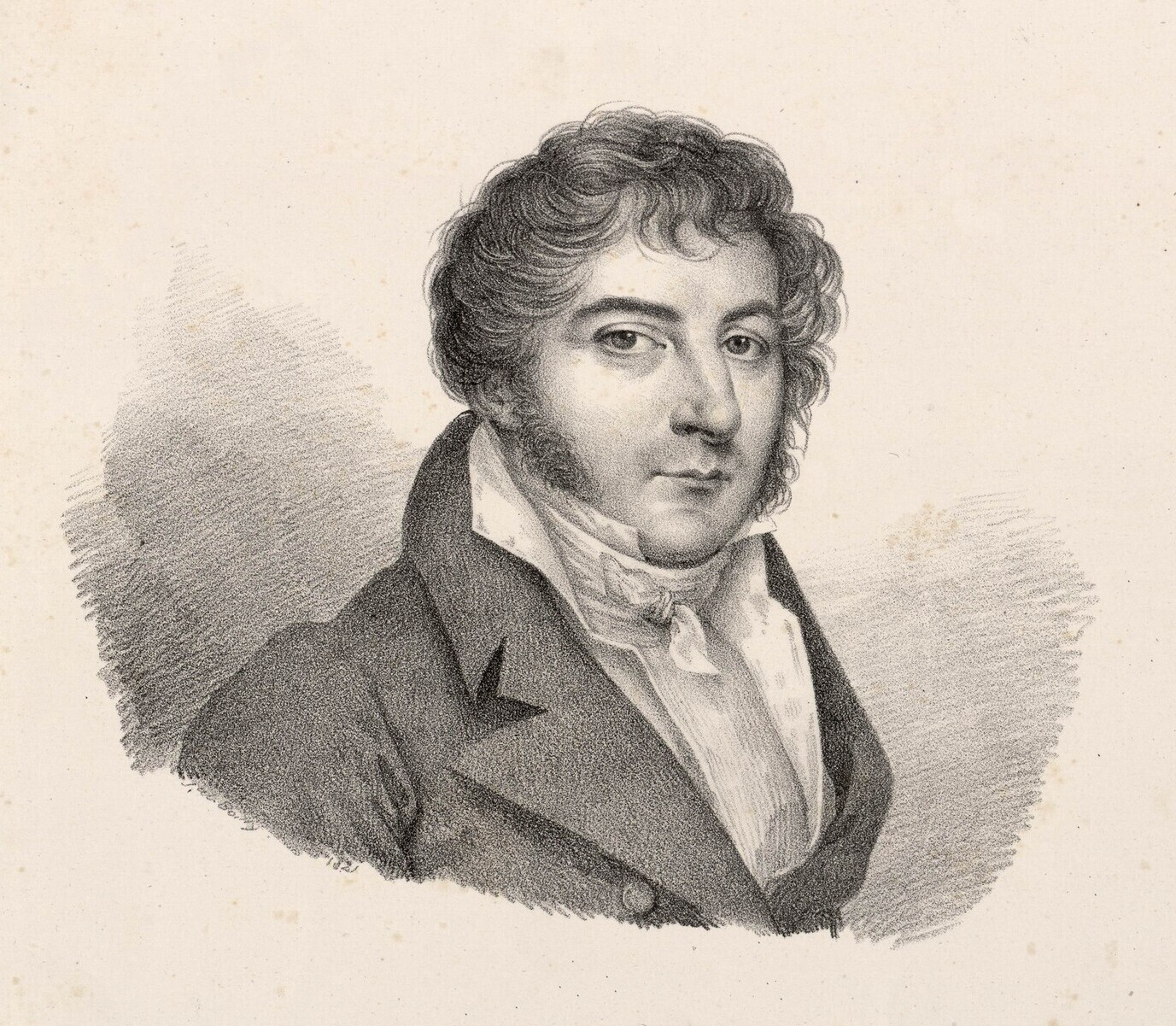
Antoine-Léonard de Chézy (1821)

Antoine-Léonard de Chézy (n. Neuilly, 15 de enero de 1773 - 31 de agosto de 1832) fue un orientalista francés.

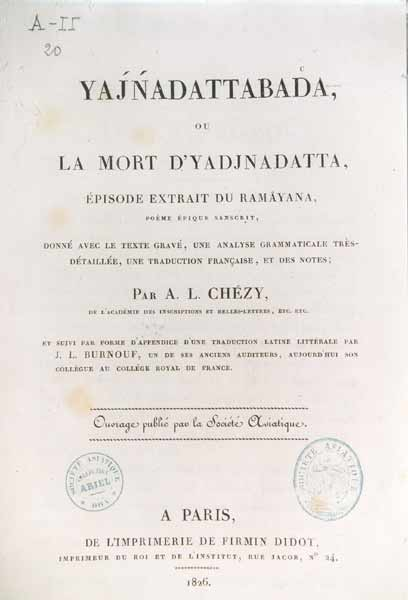
Portada del Yajnadattabada, traducido por Antoine-Léonard Chézy.

Su padre, Antoine de Chézy (1718-1798), fue un ingeniero que llegó a ser director de la École des Ponts et Chaussées. El hijo pensaba seguir la carrera de su padre, pero en 1799 obtuvo un puesto en el departamento oriental de la Biblioteca Nacional Francesa. Hacia 1803, empezó a esctudiar sánscrito, aunque no disponía de gramática ni de dirccionario, pero logró dominarlo hasta el punto de poder componer poesía en ese idioma. Fue el primer profesor de sánscrito del Collège de France (1815), caballero de la Légion d'honneur, y miembro de la Académie des Inscriptions. Entre sus obras destacan:
- Medjouin et Leila (1807), traducido del persa.
- Yadjanadatta Badha (1814)
- La Reconnaissance de Sacountala (1830), traducido del sánscrito
- L'Anthologie érotique d'Amrou (1831.